# PEG VT 650
De VT 650 is een diesel treinstel, een zogenaamde lichtgewichttrein met lagevloerdeel voor het regionaal personenvervoer van de  Prignitzer Eisenbahn GmbH.

## Geschiedenis
Oorspronkelijk werd de Regio-Shuttle door ADtranz gebouwd. Toen Bombardier ADtranz overnam, mocht Bombardier de Regio-Shuttle om kartelrechterlijke redenen niet meer bouwen. De licentie kwam toen in handen van Stadler Rail. Bombardier bouwt nu de ITINO, een treinstel dat gebaseerd is op de Regio-Shuttle. Stadler Rail ontwikkelde de trein verder als Regio-Shuttle RS 1.

### Brand
Op 17 juni 2009 was er in het station Nassenheide aan de Preußische Nordbahn een brand als gevolg van een technisch gebrek. De VT 650.07 brandde hierbij volledig uit en de aangekoppelde VT 650.06 werd zwaar beschadigd.

## Constructie en techniek
Het treinstel is opgebouwd uit een stalen frame met een frontdeel van GVK. Het treinstel heeft een lagevloerdeel. Deze treinstellen kunnen tot drie stuks gecombineerd rijden. De treinen zijn uitgerust met luchtvering.

## Treindiensten
De treinen worden door Prignitzer Eisenbahn (PEG) ingezet op de volgende trajecten.
- 209.12 Berlin-Lichtenberg - Templin Stadt
- 209.53 Neustadt (Dosse) - Neuruppin (tot 10 december 2006)
- 209.70 Putlitz - Pritzwalk (vanaf 27 augustus 2007, ma/vr, 5x per dag)
- 209.73 Meyenburg - Pritzwalk - Neustadt (Dosse)

## Foto's

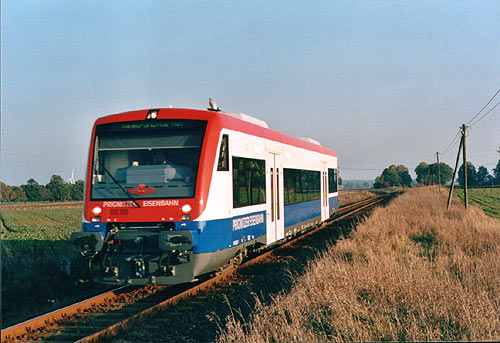